# Ogdenia
Ogdenia is een geslacht van spinnen uit de familie springspinnen (Salticidae).

## Soorten
De volgende soorten zijn bij het geslacht ingedeeld:
- Ogdenia mutilla (Peckham & Peckham, 1907)